# Träsjön (Snavlunda socken, Närke)
Träsjön var en sjö, nu våtmark, i Askersunds kommun i Närke och ingår i Motala ströms huvudavrinningsområde.